# Гептархия
Гепта́рхия (дословно — Семица́рствие, от греч. ἑπτά — семь и ἀρχή — власть, царство, англ. Heptarchy) — период в истории раннесредневековой Англии, начавшийся около 500 года с образования нескольких англосаксонских государств на юге Британии и закончившийся в 850 году установлением «датского права». Термин «Гептархия» впервые употребил английский историк XII века Генрих Хантингдонский.
В результате нашествия англов, саксов и ютов на территории нынешней Англии в начале VI века сформировалось семь сравнительно крупных государств — Уэссекс (королевство западных саксов), Суссекс (королевство южных саксов), Эссекс (королевство восточных саксов), Кент (королевство ютов), Восточная Англия (королевство восточных англов), Нортумбрия (королевство северных англов) и Мерсия (королевство западных англов). В IX веке эти королевства объединились под главенством Уэссекса в единое королевство Англия.

## Содержание термина
Период Гептархии начался с конца римского правления в Британии в V веке и длился до тех пор, пока большая часть англосаксонских королевств не попала под власть короля Уэссекса Эгберта в 829 году. Гептархия соответствует периоду европейской истории, известному как Раннее Средневековье или (более спорный термин) Тёмные века.
Хоть название «гептархия» и предполагает существование семи королевств, их число менялось, так как короли боролись за господство в разное время внутри периода. В конце VI века король Кента был выдающимся лордом на юге; в VII веке более могущественными были правители Нортумбрии и Уэссекса; в VIII веке Мерсия достигла гегемонии над другими выжившими королевствами. Даже во время правления королей Эдвига и Эдгара (955—975) среди английского населения всё ещё говорили об отдельных «королевствах».
В реальности конец Гептархии являлся постепенным процессом. Набеги викингов в IX веке, которые привели к установлению контролируемого Данией анклава в Йорке и, в конце концов, «датскому праву», были значительно более опасны, чем мелкое соперничество между старыми королевствами. Была признана необходимость объединиться против общего врага, и король Уэссекса Альфред Великий, противостоявший датчанам в конце IX века, делал это, по существу, как лидер англосаксонской нации. Последующие короли Уэссекса (и, в особенности, Этельстан) постепенно усилили английское централизованное государство, пока, в результате, с одновременными распадом Мерсии и подчинением Нортумбрии после передачи власти Эдгару в 959 году, старые королевства не консолидировались в одно.
Последние исследования выявили, что некоторые из королевств Гептархии (особенно Эссекс и Суссекс) не достигли того же статуса, что и другие. Более того, помимо семи королевств также существовало большое количество других, менее крупных и влиятельных политических единиц. Такими были королевства (или «малые королевства»): Берниция и Дейра в составе Нортумбрии; Линдси на территории современного Линкольншира; Хвикке на юго-западе Мидлендса; Магонсет — королевство в составе Мерсии на территории современного Херефордшира; Вихтвара, королевство ютов на острове Уайт, первоначально такое же важное, как Кент; средние англы, группа племён, базировавшихся около современного Лестершира, позднее завоёванные мерсийцами; Хестингас (около города Гастингс в Суссексе); гевиссы, саксонское племя на территории современного южного Гемпшира, позднее развившееся в королевство Уэссекс.
Термин «гептархия» стал считаться недостаточным и неточным с начала XX века, и многие профессиональные историки перестали его использовать, чувствуя, что он не описывает точно период. Однако он всё ещё иногда используется как удобное (и традиционное) название для этой эпохи в истории Англии.